# قضاوت (کارت تاروت)

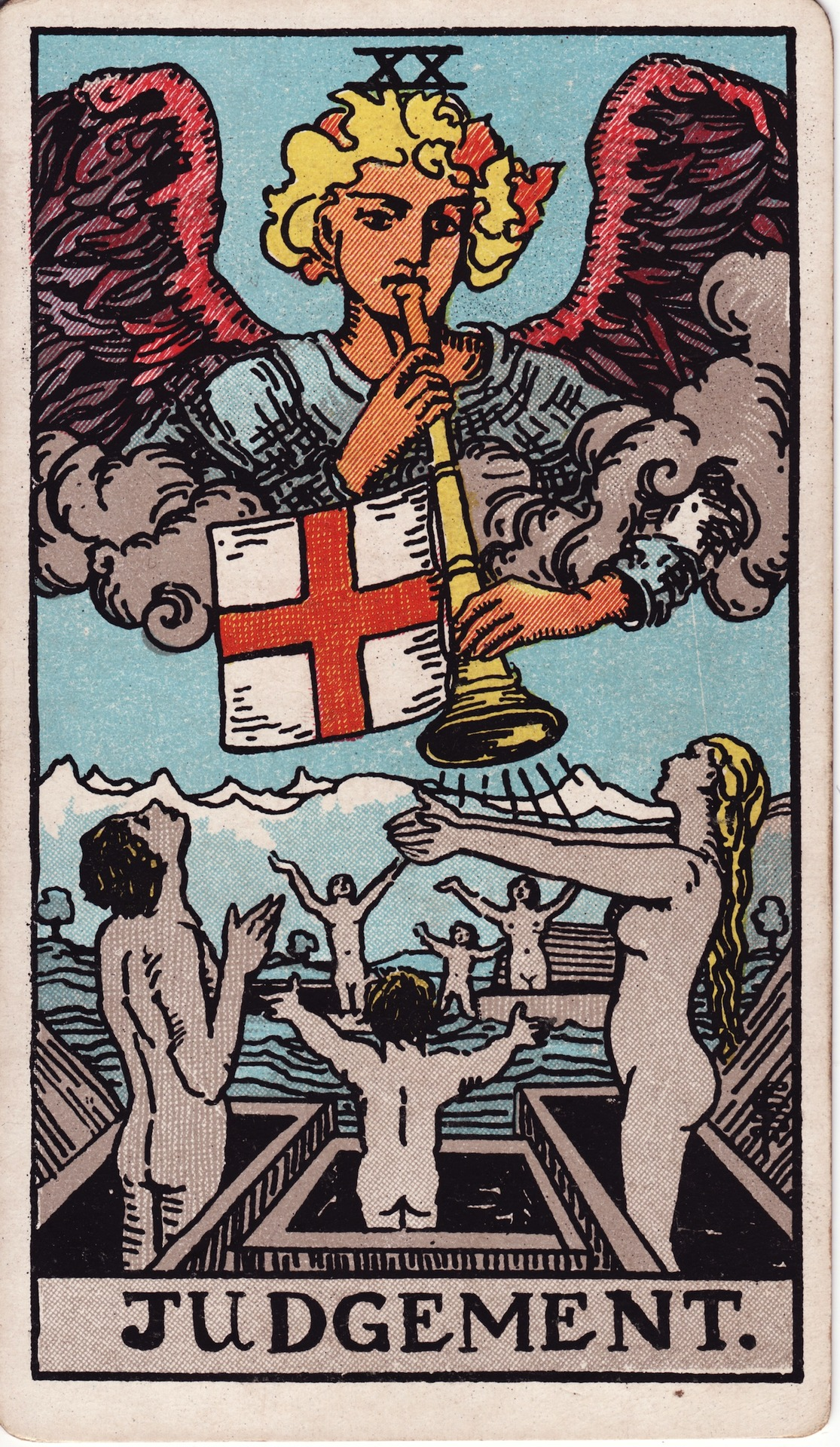
قضاوت (XX) از دسته کارت تاروت رایدر-وایت

کارت قضاوت (۲۰) کارت شماره بیستم تاروت است که بخشی از دسته کارت‌های کبیر می‌باشد. کارت‌های کبیر معمولاً شامل ۲۲ کارت است.

## معانی کارت
- داوری
- تجدید حیات، تولد دوباره
- گوش دادن به ندای درونی
- تبرئه[۱]
- آمرزش گناهان
- کارما[۲]
- علیت، رابطهٔ بین علت و معلول[۲]
- شانس دوم، فرصت دوم[۲]

## توضیح
صحنه سنتی از تصاویر مسیحی از رستاخیز و آخرین قضاوت الگوبرداری شده‌است. فرشته ای که احتمالاً فرشته متاترون یا احتمالاً فرشته اسرافیل، در حال دمیدن در شیپور بزرگ به تصویر کشیده شده‌است که از آن پرچم سنت جورج آویزان است. این بع معنی اشاره به فصل پانزدهم کتاب اول قرنتیان است. گروهی از زنده شدگان (زن و مرد و کودک) با چهره‌هایی بی‌رنگ ایستاده‌اند، دست‌ها را باز کرده‌اند و با هیبت به فرشته نگاه می‌کنند. مردگان خفته از دخمه‌ها یا گورها بیرون می‌آیند و به کتاب مکاشفه فصل ۲۰ بازمی‌گردند، جایی که دریا مردگان خود را تسلیم می‌کند. کوه‌های پوشیده از برف در پس‌زمینه وجود دارند که تم زمستانی مشابه زاهد را به عنوان یک پایان نمادین نشان می‌دهند.

## دسته‌های جایگزین
- در دسته وررق تاروت توث، داوری به عنوان آئون نامیده می‌شود و شامل بازنمایی تصویری از شب، حدیث و را-هور-خویت و هارپوکراتس است.
- در دسته تاروت دارکانا، از قضاوت به عنوان احتیاط یاد می‌شود تا نمادگرایی چهار فضیلت اصلی (استقامت، عدالت، اعتدال، احتیاط) را بهتر منعکس کند.